# Rollkragenpullover

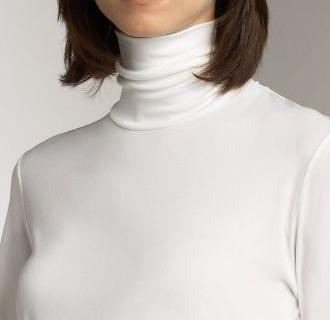
Weißer Rollkragenpullover

Ein Rollkragenpullover (umgangssprachlich auch Rolli) ist ein Pullover mit einem schlauchartig geschnittenen hohen Kragen (dem Rollkragen), welcher sich wegen der Elastizität des Textils einmal oder mehrmals umgeschlagen („rollen“) lässt, wodurch er in mehreren Lagen am Hals anliegt.
Rollkragenpullover gibt es sowohl für Damen als auch für Herren. In der kühleren Jahreszeit wärmt der Rollkragen den Hals und kann dazu beitragen, Erkältungen bzw. einen rauen Hals zu vermeiden.

## Geschichte
In den 1890er-Jahren kam der Rollkragenpullover als Kleidungsstück im Golf und bei Feldsportarten (beispielsweise im Fußball und Hockey) in Großbritannien auf. Um die Jahrhundertwende setzte er sich als Arbeitskleidung durch, besonders in der Seeschifffahrt. Die Royal Navy stattet beispielsweise bis heute U-Boot-Besatzungen mit naturfarbenen Rollkragenpullovern aus Schurwolle aus.
In den 1950er-Jahren wurde der Rollkragenpullover in der Alltagsmode populär, zunächst in studentischen Kreisen, später als Teil der gehobenen Mode. Auch die Beatles trugen in der Frühphase ihrer Karriere häufig schwarze Rollkragenpullover im Kollektiv, so auch auf dem Plattencover ihres zweiten Albums With The Beatles.
In den Woody-Allen-Filmen wird der schwarze Rollkragenpullover plakativ verwendet, um die Intellektuellen zu charakterisieren.

## Formen des Rollkragenpullovers
Rollkragenpullover aus enganliegendem, dünnem Stoff werden häufig als Teil einer eleganten Mode unter einem Blazer getragen; dabei liegt auch der Rollkragen eng und hoch am Hals an.
Bei Strickpullovern sind neben den eng am Hals anliegenden Rollkragen auch sehr weite Rollkragen in der Mode, die nicht am Hals anliegen, sondern locker auf die Brust herabhängen. Es werden auch ärmellose Pullover mit Rollkragen getragen.
Manchmal ist auch ein vorderer Reißverschluss eingenäht, so dass sich der Kragen in ungerolltem Zustand öffnen lässt. Optional kann ein dauerelastisches Rollkragenband eingesetzt werden, damit der Rollkragen besonders eng anliegt und nicht ausleiert. Zudem gibt es Rollkragen ohne Pullover, die unter einem gewöhnlichen Pullover ohne hohen Kragen getragen werden können, und im Gegenzug dazu Rollkragenpullover, deren Saum so weit unten endet, dass daraus Kleider verschiedener Längen geschaffen werden können.

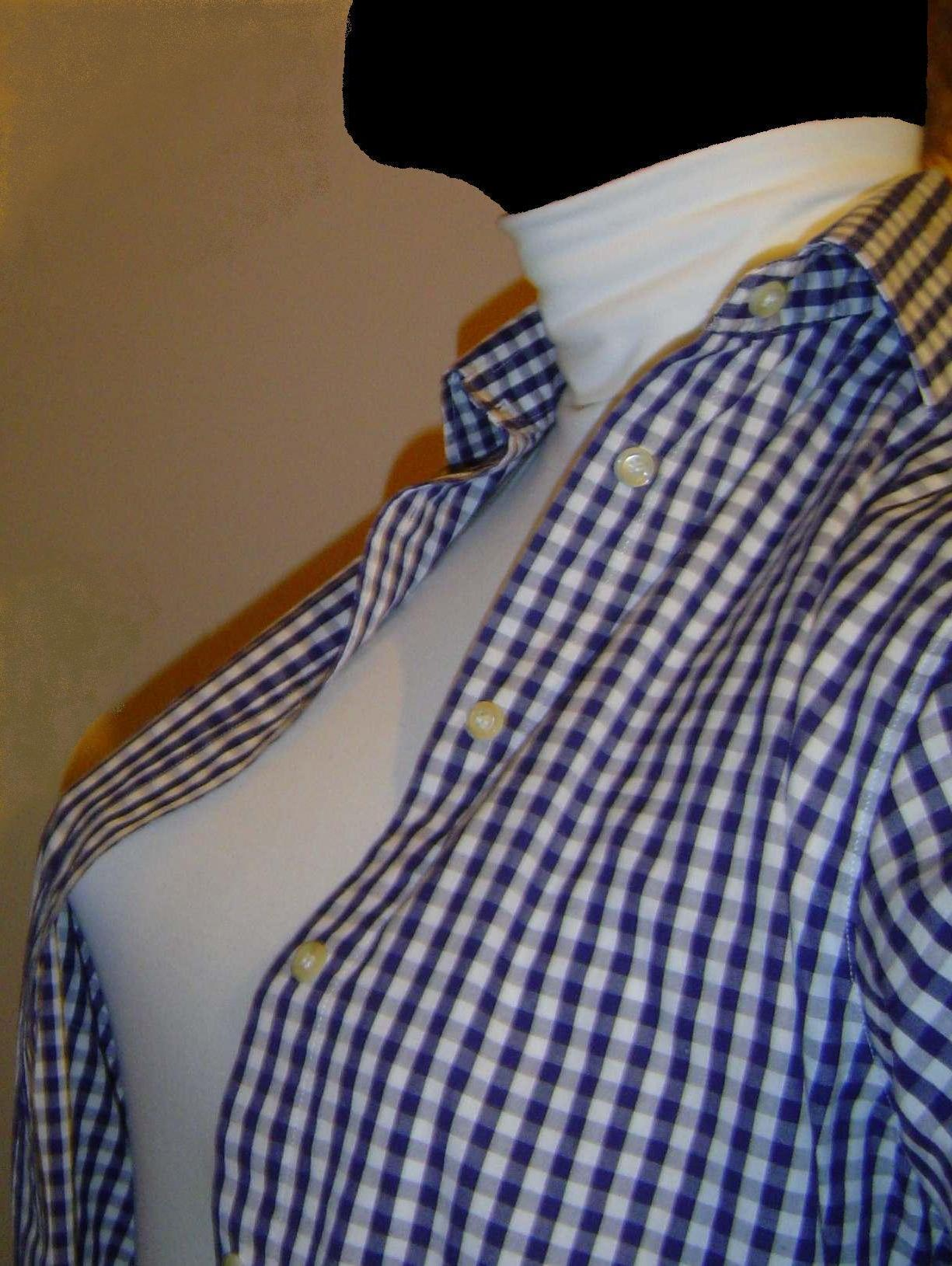
Dünner Rollkragenpullover, getragen unter einem karierten Hemd
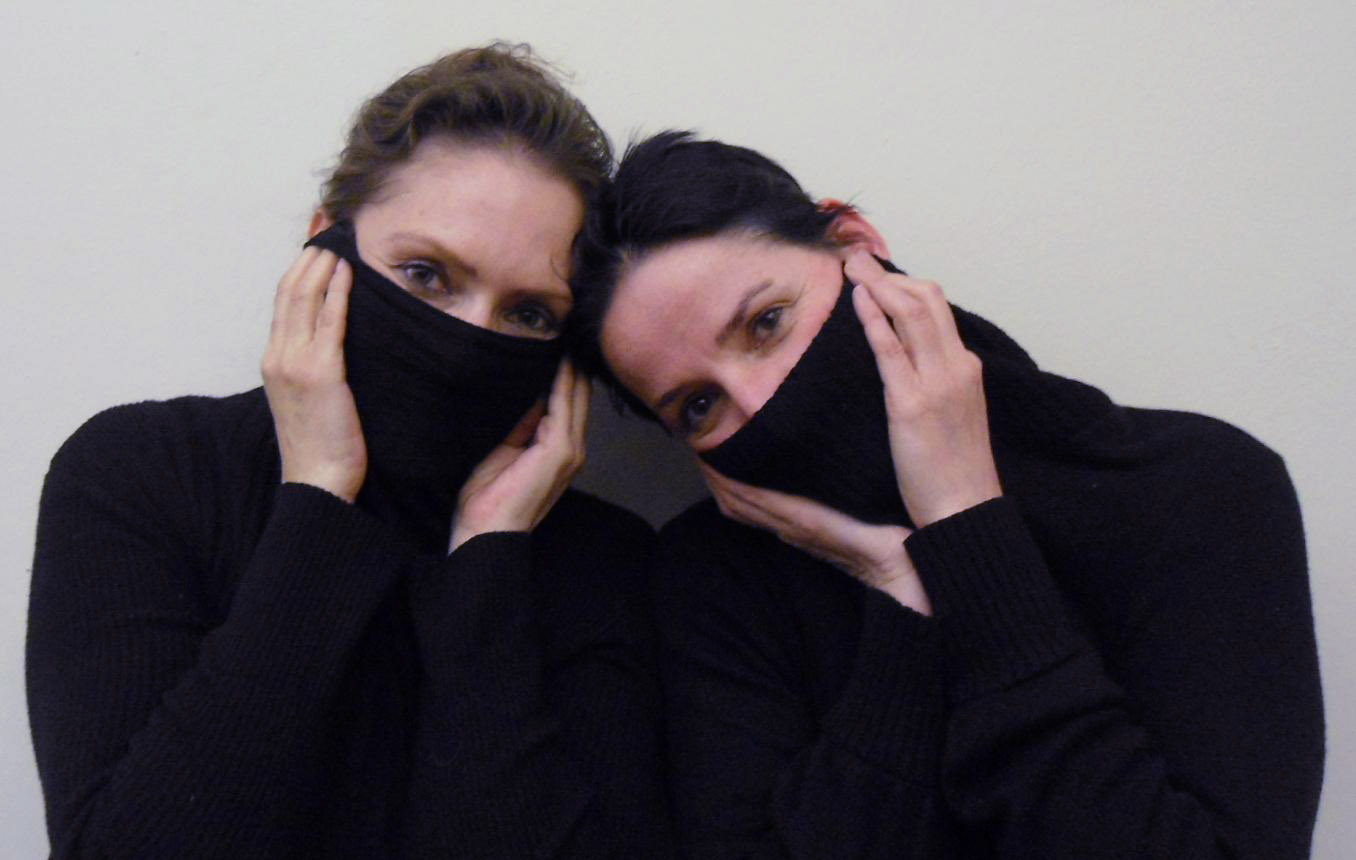
Glatt- und rippengestrickte Rollkragen. Zur eher spielerischen Anonymisierung mit etwas Hilfe hochgeschlagen
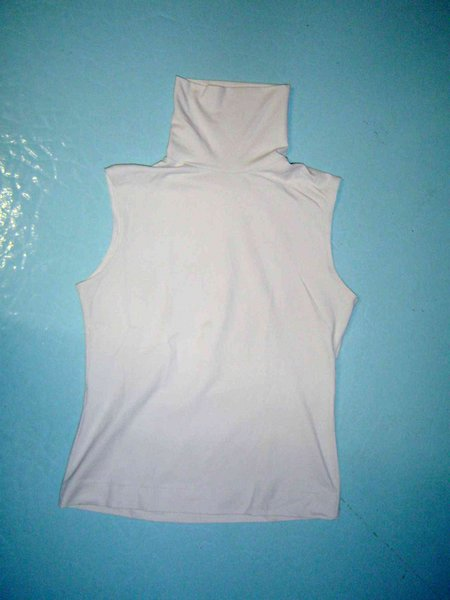
Ärmelloser Rollkragenpullover
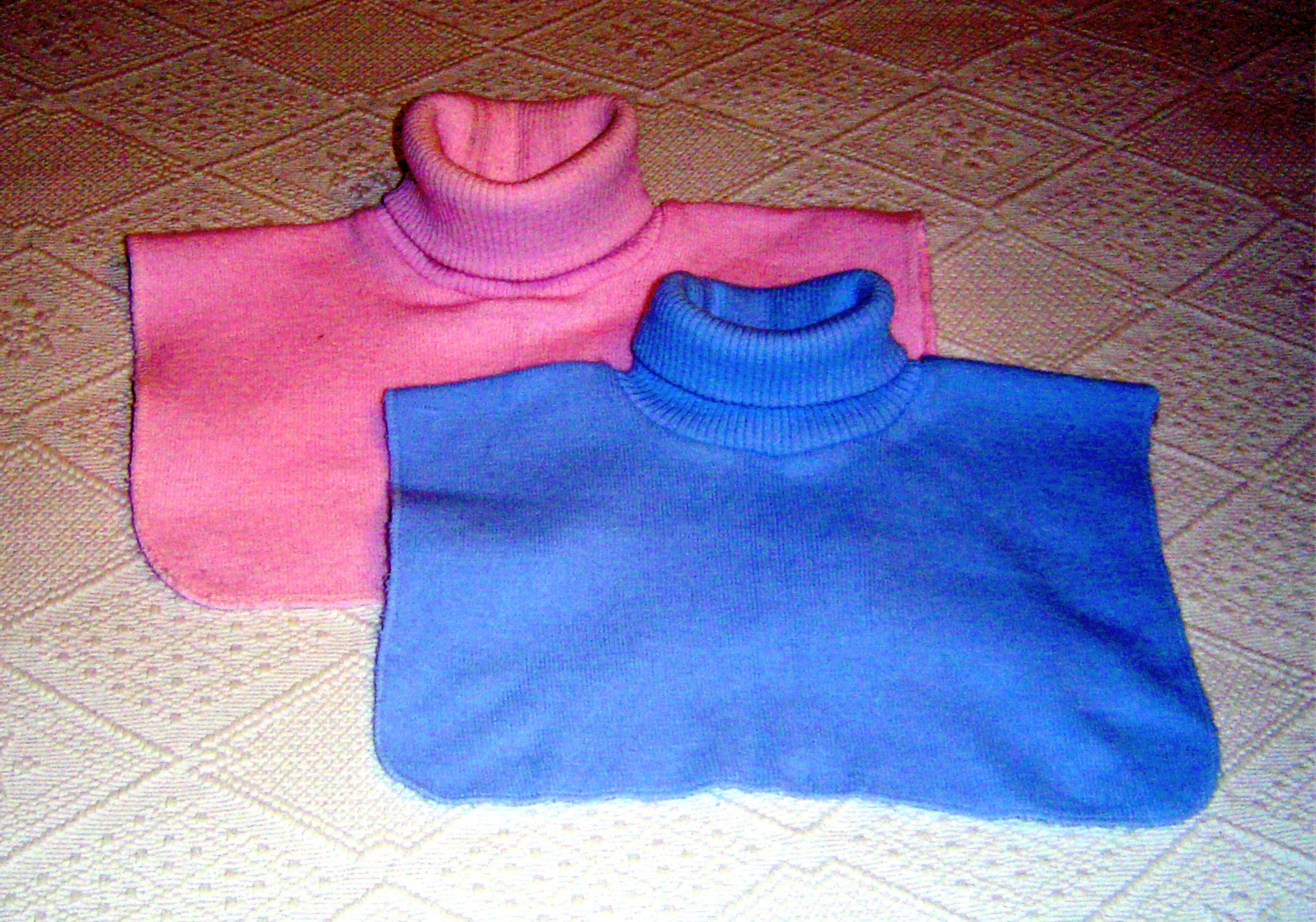
Rollkragen als eigenes Kleidungsstück, ohne Pullover
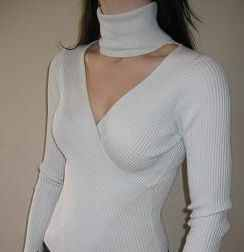
Rollkragen
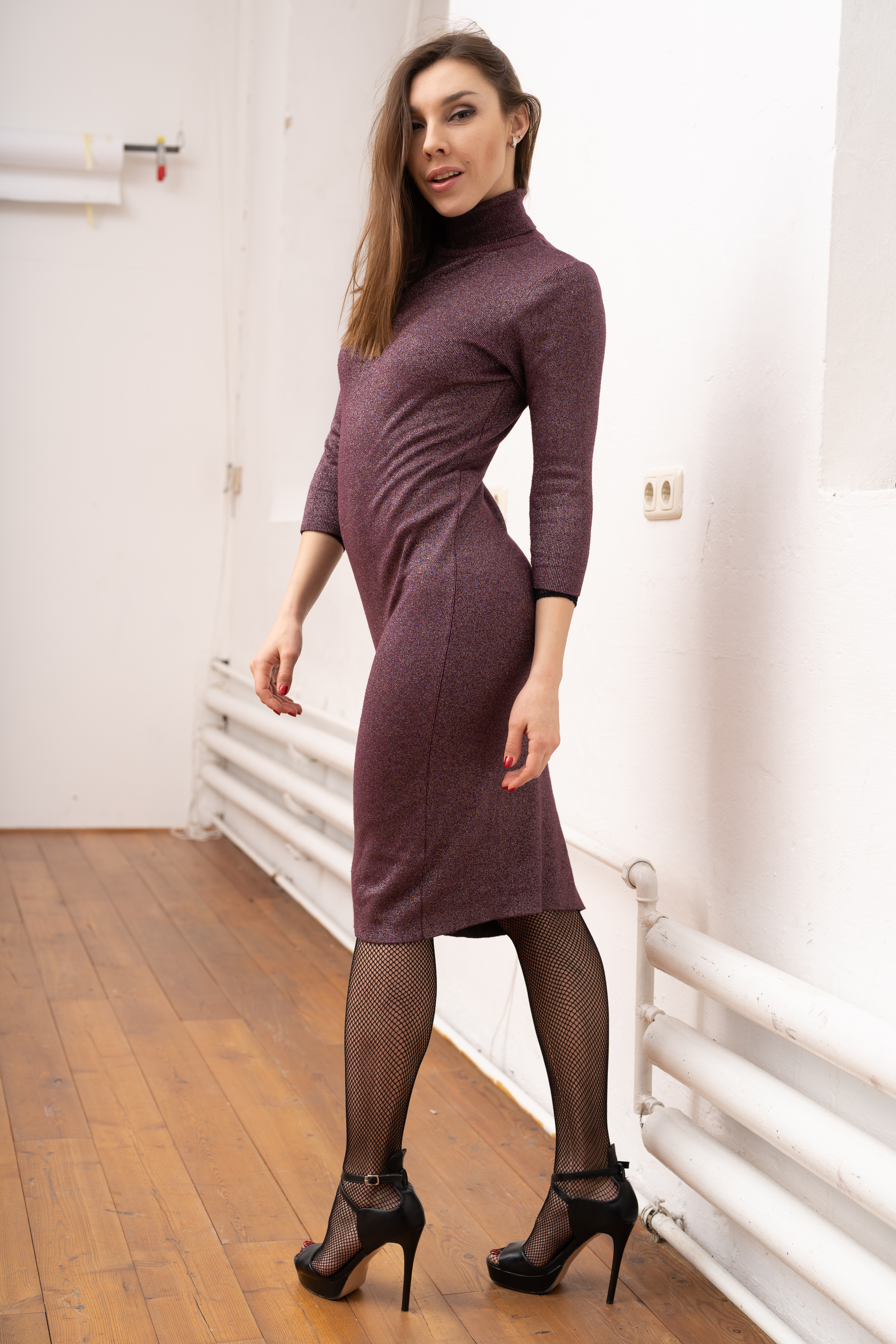
Kleid, das auf einem Rollkragenpullover gründet, dessen Saum weiter unten endet